# Richard Rifkin
Richard Rifkin (geb. vor ca. 1965) ist ein US-amerikanischer Schauspieler und Drehbuchautor.

## Leben
Rifkin wuchs sowohl ländlich in der Kleinstadt Yardley, Pennsylvania als auch städtisch in New York City auf. Als er 14 war, zog seine Familie nach Los Angeles, Kalifornien. Dort kam Rifkin zum ersten Mal mit dem Showgeschäft in Verbindung und trat mit 15 Jahren einem Theater in Los Angeles bei. Dort bekam er erste Rollen auf der Bühne, was dazu führte, dass er sein Hobby zum Beruf machen wollte.
Er begann, professionellen Schauspielunterricht zu nehmen und studierte an der University of Southern California. Danach begann er seine Arbeit als ausgebildeter Schauspieler und trat in sämtlichen Bereichen des Entertainment wie Film, Fernsehen, Theater und Werbung, auf. Während seiner langjährigen Laufbahn arbeitete er mit vielen bekannten Schauspielpersönlichkeiten wie Donald Sutherland, John Hurt, Jeremy Irons, Michael Keaton und John Malkovich zusammen.
Rifkin war seither ein begeisterter Ungarn-Tourist und zog 1984 selbst dorthin, wo er weiterhin in zahlreichen Produktionen zu sehen war. So war er auch in den frühen 1990er Jahren führender Moderator eines englischsprachigen Radiosenders in Budapest. Zudem ist er auch als Drehbuch- und Theaterautor tätig.

## Filmografie
- 1987: Fröhliche Weihnachten II (Night Visitors)
- 1989: Assault of the Party Nerds
- 1989: Bloody Nasty
- 1989: The Lords of Magicks
- 1991: Speak of the Devil
- 1991: The Doors
- 1993: Kölcsönkapott idö
- 1994: Royce
- 1998: The Souler Opposite
- 2000: The Burkittsville 7
- 2006: Tage der Finsternis – Day of Wrath
- 2006: Eragon – Das Vermächtnis der Drachenreiter
- 2007: The Company – Im Auftrag der CIA (The Company)
- 2007: Eichmann
- 2008: Hellboy – Die goldene Armee
- 2010: Die Säulen der Erde
- 2011: Plötzlich Star
- 2015: Der Marsianer – Rettet Mark Watney (The Martian)